# Johanna Keimeyer

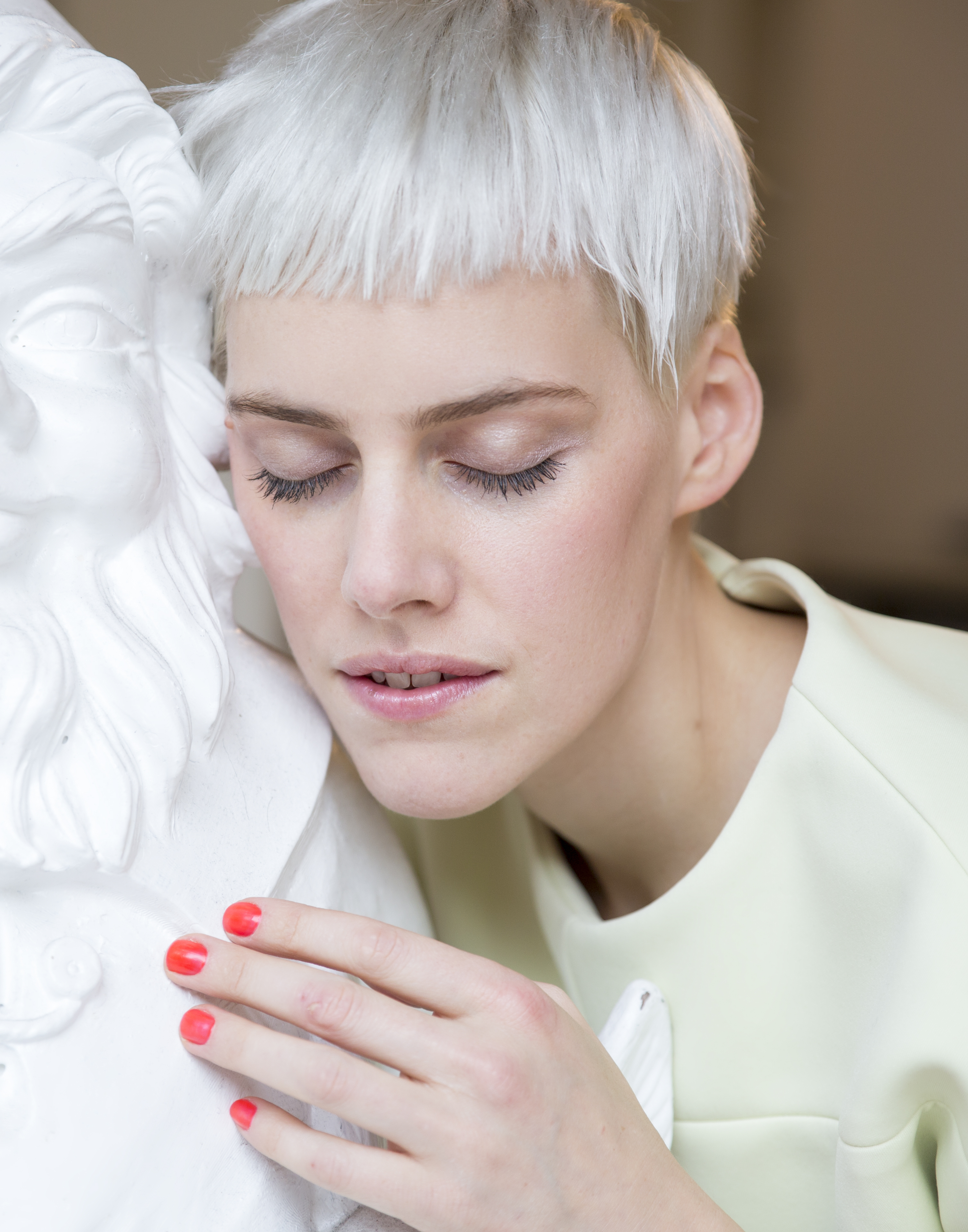
Johanna Keimeyer (2014)

Johanna Keimeyer (* 1982 in Filderstadt) ist eine deutsche Medienkünstlerin und Designerin.

## Jugend und Ausbildung
Johanna Keimeyer wurde in Filderstadt geboren und wuchs in Überlingen am Bodensee auf. Nach dem Abitur absolvierte sie eine Ausbildung zur Schreinerin an der Gewerblichen Schule für Holztechnik in Stuttgart und zur Polsterin bei der Vitra in Weil am Rhein und in Birsfelden. Anschließend studierte Keimeyer von 2007 bis 2012 Industriedesign an der Universität der Künste Berlin – mit Auslandsaufenthalten 2009 an der Kunsthochschule Tama in Tokyo sowie 2012 gleichzeitig an der Rhode Island School of Design und am MIT Media Lab in Boston.

## Arbeiten
Zwischen 2006 und 2011 arbeitete Keimeyer überwiegend mit Lichtobjekten. Sie entwarf Leuchten aus Recycling-Material, das sie in ganz Europa gesammelt hatte – mit dem Ziel, so eine Brücke zwischen Ökologie und Ökonomie zu schlagen. Im Zuge ihrer Arbeit nahm sie auch an einem Workshop mit den brasilianischen Möbeldesignern Humberto und Fernando Campana teil. Keimeyer übernahm darüber hinaus eine Auftragsarbeit von Alexander von Vegesack und schuf das Lampenobjekt Trashure 2. Vegesack stellte die Lampe anschließend in seine private Sammlung und zeigte sie in der Ausstellung Adventure with Objects, die in der Pinacoteca Giovanni e Marella Agnelli in Turin stattfand. Der italienische Fernsehsender RAI Uno berichtete über diese Ausstellung und über Keimeyers Recyclinglampen im Zuge eines Features über das kreative Berlin. Seit 2020 arbeitet Keimeyer als Lehrbeauftragte an der Hochschule für Technik und Wirtschaft Berlin. Seit 2020 arbeitet die Künstlerin auch an dem Projekt „iconic portraits“, einer Serie von Fotografien, bei denen sie in die Rolle von historischen Persönlichkeiten schlüpft. Das ARD-Magazin „Titel, Thesen, Temperamente (TTT)“ berichtete im Januar 2023 über diese Arbeit.

## Inszenierungen
2012 inszenierte sie im unsanierten Berliner Stadtbad Oderberger Straße die Abschlussarbeit ihres Diplomstudiums mit dem Titel Everything is Illusion. Zwischen 2008 und 2013 schuf sie Fotoarbeiten der Unterwasserserie Pool around me. Sie realisierte diese mit der Unterstützung von Martin Nicholas Kunz. Der Fotograf Ed Ruscha fotografierte in einer ähnlichen Serie private Pools, um ihre Gleichförmigkeit und die der Menschen zu zeigen. Keimeyer zeigt dagegen Körper in Hotelpools und stellt so im Gegensatz zu Ruscha die Menschen wieder in den Vordergrund. 2016 führte Keimeyer zur Wiedereröffnung des Stadtbades Oderberger Straße als Hotel eine Tanzperformance mit fünf Tänzern und einer Lichtshow auf. Die Performance wurde von verschiedenen lokalen Medien besprochen. Fotos ihrer Serie Pool around me wurden gleichzeitig zur Raumausstattung der Hotelzimmer verwendet. 2017 realisierte sie die Installation Breathing Heart als Teil des offiziellen Programms zur Art Basel. Sie kreierte dazu ein riesiges begehbares Herz.

## Auszeichnungen
- 2009: International Design Award, erster Platz Kategorie: Student, Product Design, Lighting
- 2010: Faces of Design Award, Bestes Online Portfolio
- 2018: Nominierung zum Bloom Art Award, Art Düsseldorf
- 2018: International Design Award Architecture Gold

## Installationen (Auswahl)
- 2014: „Everything is illusion“ Video-Projektion, Manhattan Bridge Anchorage, Brooklyn
- 2015: „Space, Motion and Community“ Performance mit Jonah Bokaer und Stavros Gasparatos, Boisbuchet, Lessac
- 2016: „A New Dawn“ Installation in der historischen Schwimmhalle, Hotel Oderberger, Berlin
- 2017: „BREATHingHEART“ Installation, offizielles Programm zur Art Basel, Basel
- 2019: „The Face within“, Installation, Galerie Eck, München[19]

## Ausstellungen (Auswahl)
- 2008: Teilnahme an „Adventure with Objects“ in der Pinacoteca Agnelli, Turin
- 2010: Teilnahme an „Kunstforum Brandenburg“, Potsdam
- 2011: Teilnahme an „Songs of the Sea“, National Glass Centre, Sunderland
- 2011: Teilnahme an „Luminous Times – Sustainable Architecture“, Frankreich, in Zusammenarbeit mit dem Vitra Design Museum und dem Centre Pompidou, Paris
- 2011: Audiovisuelle Installation, Bikini Showroom, Berlin
- 2011: Teilnahme am „DMY international design festival“ in Berlin, Flughafen Berlin-Tempelhof
- 2011: Teilnahme an „Young Design in Berlin“, Gallery Alte Schule, Berlin-Adlershof
- 2014: Teilnahme am „Festival of Lights NYC“, im Manhattan Bridge Anchorage, Dumbo, Brooklyn
- 2015: Teilnahme an Gallery Weekend Berlin, Fotoausstellung im Kino International, Berlin
- 2022: Selbstportrait-Fotografie-Serie „Iconic Portraits“ im Kühlhaus Berlin[20]

## Performances
- 2013: „Narcissism Now“ (Teil der „Pool Around Me“-Reihe) Live-Performance mit Großbild-Videoprojektion und Sound auf der Dachterrasse des Cabochon Hotel, Bangkok[21]
- 2016: „A New Dawn“ Tanzperformance zu Sechst (mit fünf Tänzern und Tänzerinnen, choreographiert von Jadi Carboni) zu Musik von Sven Helbig und Lightshow von Ioannis Mihailidis im Hotel Oderberger, Berlin[22]